# Temporada 1999 de Fórmula 1
La temporada 1999 de Fórmula 1 fue la 50.ª temporada del Campeonato Mundial de Fórmula 1 de la historia. Estuvo organizada por la Federación Internacional del Automóvil (FIA). Fue conformada por 16 Grandes Premios y participaron 11 escuderías diferentes. El finlandés Mika Häkkinen fue campeón por segunda y última vez con una ventaja de dos puntos sobre Eddie Irvine. Por otro lado, Ferrari ganó su noveno título de constructores en esta temporada y el primero de seis consecutivos.

## Escuderías y pilotos
La siguiente tabla muestra los equipos inscritos para el Mundial 1999 de F1.
| Escudería                    | Chasis   | Chasis | Motor                               | Neu. | N.º | Pilotos               | Rondas     |
| ---------------------------- | -------- | ------ | ----------------------------------- | ---- | --- | --------------------- | ---------- |
| West McLaren Mercedes        | McLaren  | MP4/14 | Mercedes FO110H                     | B    | 1   | Mika Häkkinen         | Todas      |
| West McLaren Mercedes        | McLaren  | MP4/14 | Mercedes FO110H                     | B    | 2   | David Coulthard       | Todas      |
| Scuderia Ferrari Marlboro    | Ferrari  | F399   | Ferrari 048                         | B    | 3   | Michael Schumacher    | 1-8, 15-16 |
| Scuderia Ferrari Marlboro    | Ferrari  | F399   | Ferrari 048                         | B    | 3   | Mika Salo             | 9-14       |
| Scuderia Ferrari Marlboro    | Ferrari  | F399   | Ferrari 048                         | B    | 4   | Eddie Irvine          | Todas      |
| Winfield Williams F1         | Williams | FW21   | Supertec FB01                       | B    | 5   | Alessandro Zanardi    | Todas      |
| Winfield Williams F1         | Williams | FW21   | Supertec FB01                       | B    | 6   | Ralf Schumacher       | Todas      |
| Benson & Hedges Jordan       | Jordan   | 199    | Mugen-Honda MF-301 HD               | B    | 7   | Damon Hill            | Todas      |
| Benson & Hedges Jordan       | Jordan   | 199    | Mugen-Honda MF-301 HD               | B    | 8   | Heinz-Harald Frentzen | Todas      |
| Mild Seven Benetton Playlife | Benetton | B199   | Playlife FB01                       | B    | 9   | Giancarlo Fisichella  | Todas      |
| Mild Seven Benetton Playlife | Benetton | B199   | Playlife FB01                       | B    | 10  | Alexander Wurz        | Todas      |
| Red Bull Sauber Petronas     | Sauber   | C18    | Petronas SPE-03A                    | B    | 11  | Jean Alesi            | Todas      |
| Red Bull Sauber Petronas     | Sauber   | C18    | Petronas SPE-03A                    | B    | 12  | Pedro Diniz           | Todas      |
| Repsol Arrows                | Arrows   | A20    | Arrows T2-F1                        | B    | 14  | Pedro de la Rosa      | Todas      |
| Repsol Arrows                | Arrows   | A20    | Arrows T2-F1                        | B    | 15  | Toranosuke Takagi     | Todas      |
| HSBC Stewart Ford            | Stewart  | SF3    | Ford CR-1                           | B    | 16  | Rubens Barrichello    | Todas      |
| HSBC Stewart Ford            | Stewart  | SF3    | Ford CR-1                           | B    | 17  | Johnny Herbert        | Todas      |
| Gauloises Prost Peugeot      | Prost    | AP02   | Peugeot A18                         | B    | 18  | Olivier Panis         | Todas      |
| Gauloises Prost Peugeot      | Prost    | AP02   | Peugeot A18                         | B    | 19  | Jarno Trulli          | Todas      |
| Fondmetal Minardi Ford       | Minardi  | M01    | Ford VJM1 Zetec-R Ford VJM2 Zetec-R | B    | 20  | Luca Badoer           | 1, 3-16    |
| Fondmetal Minardi Ford       | Minardi  | M01    | Ford VJM1 Zetec-R Ford VJM2 Zetec-R | B    | 20  | Stéphane Sarrazin     | 2          |
| Fondmetal Minardi Ford       | Minardi  | M01    | Ford VJM1 Zetec-R Ford VJM2 Zetec-R | B    | 21  | Marc Gené             | Todas      |
| British American Racing      | BAR      | 01     | Supertec FB01                       | B    | 22  | Jacques Villeneuve    | Todas      |
| British American Racing      | BAR      | 01     | Supertec FB01                       | B    | 23  | Ricardo Zonta         | 1-2, 6-16  |
| British American Racing      | BAR      | 01     | Supertec FB01                       | B    | 23  | Mika Salo             | 3-5        |

## Cambios de reglamento
Los neumáticos rayados que se introdujeron en la temporada de 1998 en sustitución de los slicks vuelven a sufrir modificaciones. Los neumáticos delanteros pasan a tener cuatro surcos en vez de los tres que lucían en 1998, manteniéndose sin cambios hasta la temporada de 2009 en la que los neumáticos lisos fueron reintroducidos.

## Resultados
| Carrera                     | Fecha            | Circuito          | Piloto ganador        | Constructor ganador | Resultados |
| --------------------------- | ---------------- | ----------------- | --------------------- | ------------------- | ---------- |
| Gran Premio de Australia    | 7 de marzo       | Melbourne         | Eddie Irvine          | Ferrari             | Resultados |
| Gran Premio de Brasil       | 11 de abril      | Interlagos        | Mika Häkkinen         | McLaren-Mercedes    | Resultados |
| Gran Premio de San Marino   | 2 de mayo        | Imola             | Michael Schumacher    | Ferrari             | Resultados |
| Gran Premio de Mónaco       | 16 de mayo       | Mónaco            | Michael Schumacher    | Ferrari             | Resultados |
| Gran Premio de España       | 30 de mayo       | Cataluña          | Mika Häkkinen         | McLaren-Mercedes    | Resultados |
| Gran Premio de Canadá       | 13 de junio      | Gilles Villeneuve | Mika Häkkinen         | McLaren-Mercedes    | Resultados |
| Gran Premio de Francia      | 27 de junio      | Magny-Cours       | Heinz-Harald Frentzen | Jordan-Mugen-Honda  | Resultados |
| Gran Premio de Gran Bretaña | 11 de julio      | Silverstone       | David Coulthard       | McLaren-Mercedes    | Resultados |
| Gran Premio de Austria      | 25 de julio      | A1-Ring           | Eddie Irvine          | Ferrari             | Resultados |
| Gran Premio de Alemania     | 1 de agosto      | Hockenheimring    | Eddie Irvine          | Ferrari             | Resultados |
| Gran Premio de Hungría      | 15 de agosto     | Hungaroring       | Mika Häkkinen         | McLaren-Mercedes    | Resultados |
| Gran Premio de Bélgica      | 29 de agosto     | Spa-Francorchamps | David Coulthard       | McLaren-Mercedes    | Resultados |
| Gran Premio de Italia       | 12 de septiembre | Monza             | Heinz-Harald Frentzen | Jordan-Mugen-Honda  | Resultados |
| Gran Premio de Europa       | 26 de septiembre | Nürburgring       | Johnny Herbert        | Stewart-Ford        | Resultados |
| Gran Premio de Malasia      | 17 de octubre    | Sepang            | Eddie Irvine          | Ferrari             | Resultados |
| Gran Premio de Japón        | 31 de octubre    | Suzuka            | Mika Häkkinen         | McLaren-Mercedes    | Resultados |

## Clasificaciones

### Puntuaciones
| Posición | 1.º | 2.º | 3.º | 4.º | 5.º | 6.º |
| Puntos   | 10  | 6   | 4   | 3   | 2   | 1   |

### Campeonato de Pilotos
| Pos. | Piloto                | AUS | BRA | SMR | MON | ESP | CAN | FRA | GBR | AUT | GER | HUN | BEL | ITA | EUR | MYS | JPN | Puntos |
| ---- | --------------------- | --- | --- | --- | --- | --- | --- | --- | --- | --- | --- | --- | --- | --- | --- | --- | --- | ------ |
| 1    | Mika Häkkinen         | Ret | 1   | Ret | 3   | 1   | 1   | 2   | Ret | 3   | Ret | 1   | 2   | Ret | 5   | 3   | 1   | 76     |
| 2    | Eddie Irvine          | 1   | 5   | Ret | 2   | 4   | 3   | 6   | 2   | 1   | 1   | 3   | 4   | 6   | 7   | 1   | 3   | 74     |
| 3    | Heinz-Harald Frentzen | 2   | 3   | Ret | 4   | Ret | 11  | 1   | 4   | 4   | 3   | 4   | 3   | 1   | Ret | 6   | 4   | 54     |
| 4    | David Coulthard       | Ret | Ret | 2   | Ret | 2   | 7   | Ret | 1   | 2   | 5   | 2   | 1   | 5   | Ret | Ret | Ret | 48     |
| 5    | Michael Schumacher    | 8   | 2   | 1   | 1   | 3   | Ret | 5   | Ret |     |     |     |     |     |     | 2   | 2   | 44     |
| 6    | Ralf Schumacher       | 3   | 4   | Ret | Ret | 5   | 4   | 4   | 3   | Ret | 4   | 9   | 5   | 2   | 4   | Ret | 5   | 35     |
| 7    | Rubens Barrichello    | 5   | Ret | 3   | 9   | DSQ | Ret | 3   | 8   | Ret | Ret | 5   | 10  | 4   | 3   | 5   | 8   | 21     |
| 8    | Johnny Herbert        | DNS | Ret | 10  | Ret | Ret | 5   | Ret | 12  | 14  | 11  | 11  | Ret | Ret | 1   | 4   | 7   | 15     |
| 9    | Giancarlo Fisichella  | 4   | Ret | 5   | 5   | 9   | 2   | Ret | 7   | 12  | Ret | Ret | 11  | Ret | Ret | 11  | 14  | 13     |
| 10   | Mika Salo             |     |     | 7   | Ret | 8   |     |     |     | 9   | 2   | 12  | 7   | 3   | Ret |     |     | 10     |
| 11   | Jarno Trulli          | Ret | Ret | Ret | 7   | 6   | Ret | 7   | 9   | 7   | Ret | 8   | 12  | Ret | 2   | Ret | Ret | 7      |
| 12   | Damon Hill            | Ret | Ret | 4   | Ret | 7   | Ret | Ret | 5   | 8   | Ret | 6   | 6   | 10  | Ret | Ret | Ret | 7      |
| 13   | Alexander Wurz        | Ret | 7   | Ret | 6   | 10  | Ret | Ret | 10  | 5   | 7   | 7   | 14  | Ret | Ret | 8   | 10  | 3      |
| 14   | Pedro Diniz           | Ret | Ret | Ret | Ret | Ret | 6   | Ret | 6   | 6   | Ret | Ret | Ret | Ret | Ret | Ret | 11  | 3      |
| 15   | Jean Alesi            | Ret | Ret | 6   | Ret | Ret | Ret | Ret | 14  | Ret | 8   | 16  | 9   | 9   | Ret | 7   | 6   | 2      |
| 16   | Olivier Panis         | Ret | 6   | Ret | Ret | Ret | 9   | 8   | 13  | 10  | 6   | 10  | 13  | 11  | 9   | Ret | Ret | 2      |
| 17   | Marc Gené             | Ret | 9   | 9   | Ret | Ret | 8   | Ret | 15  | 11  | 9   | 17  | 16  | Ret | 6   | 9   | Ret | 1      |
| 18   | Pedro de la Rosa      | 6   | Ret | Ret | Ret | 11  | Ret | 11  | Ret | Ret | Ret | 15  | Ret | Ret | Ret | Ret | 13  | 1      |
| NC   | Alex Zanardi          | Ret | Ret | 11  | 8   | Ret | Ret | Ret | 11  | Ret | Ret | Ret | 8   | 7   | Ret | 10  | Ret | 0      |
| NC   | Toranosuke Takagi     | 7   | 8   | Ret | Ret | 12  | Ret | DSQ | 16  | Ret | Ret | Ret | Ret | Ret | Ret | Ret | Ret | 0      |
| NC   | Jacques Villeneuve    | Ret | Ret | Ret | Ret | Ret | Ret | Ret | Ret | Ret | Ret | Ret | 15  | 8   | 10  | Ret | 9   | 0      |
| NC   | Ricardo Zonta         | Ret | DNS |     |     |     | Ret | 9   | Ret | 15  | Ret | 13  | Ret | Ret | 8   | Ret | 12  | 0      |
| NC   | Luca Badoer           | Ret |     | 8   | Ret | Ret | 10  | 10  | Ret | 13  | 10  | 14  | Ret | Ret | Ret | Ret | Ret | 0      |
| NC   | Stéphane Sarrazin     |     | Ret |     |     |     |     |     |     |     |     |     |     |     |     |     |     | 0      |
| Pos. | Piloto                | AUS | BRA | SMR | MON | ESP | CAN | FRA | GBR | AUT | GER | HUN | BEL | ITA | EUR | MYS | JPN | Puntos |

| Color      | Resultado                          |
| ---------- | ---------------------------------- |
| Oro        | Ganador                            |
| Plata      | 2.º puesto                         |
| Bronce     | 3.er puesto                        |
| Verde      | Finalizó en los puntos             |
| Azul       | Finalizó sin puntos                |
| Azul       | NC - No clasificado                |
| Violeta    | Ret - No terminó                   |
| Rojo       | DNQ - No se clasificó              |
| Rojo       | DNPQ - No se preclasificó          |
| Negro      | DSQ - Descalificado                |
| Blanco     | DNS - No empezó                    |
| Blanco     | WD - Retirado                      |
| Blanco     | C - Carrera cancelada              |
| Azul claro | TD - Entrenamientos libres (2003-) |
| Sin color  | DNP - Inscrito, pero no participó  |
| Sin color  | INJ - Inscrito, pero lesionado     |
| Sin color  | EX - Excluido                      |

| Estado  | Resultado                                                                             |
| ------- | ------------------------------------------------------------------------------------- |
| Negrita | Pole position                                                                         |
| Cursiva | Vuelta rápida                                                                         |
| 1-8     | Posiciones puntuables de clasificación sprint (2021-)                                 |
| †       | No acabó el Gran Premio, pero fue clasificado ya que completó el porcentaje necesario |
| ‡       | Monoplaza compartido                                                                  |
| ~       | Se otorgó la mitad de puntos ya que no se cumplió con el 75% de la carrera            |
| ≠       | No obtuvo puntos ya que era piloto invitado                                           |
| F2      | Inscrito para carrera de Fórmula 2, no sumaba puntos                                  |

### Estadísticas del Campeonato de Pilotos
| Pos.    | Piloto                | Escudería   | Grandes Premios | Victorias | Podios | Poles | Vueltas rápidas | Vueltas lideradas | Puntos |
| ------- | --------------------- | ----------- | --------------- | --------- | ------ | ----- | --------------- | ----------------- | ------ |
| 1       | Mika Häkkinen         | McLaren     | 16              | 5         | 10     | 11    | 6               | 383               | 76     |
| 2       | Eddie Irvine          | Ferrari     | 16              | 4         | 9      |       | 1               | 133               | 74     |
| 3       | Heinz-Harald Frentzen | Jordan      | 16              | 2         | 6      | 1     |                 | 64                | 54     |
| 4       | David Coulthard       | McLaren     | 16              | 2         | 6      |       | 3               | 145               | 48     |
| 5       | Michael Schumacher    | Ferrari     | 10              | 2         | 6      | 3     | 5               | 176               | 44     |
| 6       | Ralf Schumacher       | Williams    | 16              |           | 3      |       | 1               | 8                 | 35     |
| 7       | Rubens Barrichello    | Stewart     | 16              |           | 3      | 1     |                 | 67                | 21     |
| 8       | Johnny Herbert        | Stewart     | 16 (15)         | 1         | 1      |       |                 | 17                | 15     |
| 9       | Giancarlo Fisichella  | Benetton    | 16              |           | 1      |       |                 | 4                 | 13     |
| 10      | Mika Salo             | BAR Ferrari | 9               |           | 2      |       |                 | 2                 | 10     |
| 11      | Jarno Trulli          | Prost       | 16              |           | 1      |       |                 |                   | 7      |
| 12      | Damon Hill            | Jordan      | 16              |           |        |       |                 | 1                 | 7      |
| 13      | Alexander Wurz        | Benetton    | 16              |           |        |       |                 |                   | 3      |
| 14      | Pedro Diniz           | Sauber      | 16              |           |        |       |                 |                   | 3      |
| 15      | Jean Alesi            | Sauber      | 16              |           |        |       |                 |                   | 2      |
| 16      | Olivier Panis         | Prost       | 16              |           |        |       |                 |                   | 2      |
| 17      | Marc Gené             | Minardi     | 16              |           |        |       |                 |                   | 1      |
| 18      | Pedro de la Rosa      | Arrows      | 16              |           |        |       |                 |                   | 1      |
| NC      | Alex Zanardi          | Williams    | 16              |           |        |       |                 |                   | 0      |
| NC      | Toranosuke Takagi     | Arrows      | 16              |           |        |       |                 |                   | 0      |
| NC      | Jacques Villeneuve    | BAR         | 16              |           |        |       |                 |                   | 0      |
| NC      | Ricardo Zonta         | BAR         | 13 (12)         |           |        |       |                 |                   | 0      |
| NC      | Luca Badoer           | Minardi     | 15              |           |        |       |                 |                   | 0      |
| NC      | Stéphane Sarrazin     | Minardi     | 1               |           |        |       |                 |                   | 0      |
| Fuente: |                       |             |                 |           |        |       |                 |                   |        |

### Campeonato de Constructores
| Pos. | Constructor        | N.º | AUS | BRA | SMR | MON | ESP | CAN | FRA | GBR | AUT | GER | HUN | BEL | ITA | EUR | MYS | JPN | Puntos |
| ---- | ------------------ | --- | --- | --- | --- | --- | --- | --- | --- | --- | --- | --- | --- | --- | --- | --- | --- | --- | ------ |
| 1    | Ferrari            | 3   | 8   | 2   | 1   | 1   | 3   | Ret | 5   | Ret | 9   | 2   | 12  | 7   | 3   | Ret | 2   | 2   | 128    |
| 1    | Ferrari            | 4   | 1   | 5   | Ret | 2   | 4   | 3   | 6   | 2   | 1   | 1   | 3   | 4   | 6   | 7   | 1   | 3   | 128    |
| 2    | McLaren-Mercedes   | 1   | Ret | 1   | Ret | 3   | 1   | 1   | 2   | Ret | 3   | Ret | 1   | 2   | Ret | 5   | 3   | 1   | 124    |
| 2    | McLaren-Mercedes   | 2   | Ret | Ret | 2   | Ret | 2   | 7   | Ret | 1   | 2   | 5   | 2   | 1   | 5   | Ret | Ret | Ret | 124    |
| 3    | Jordan-Mugen-Honda | 7   | Ret | Ret | 4   | Ret | 7   | Ret | Ret | 5   | 8   | Ret | 6   | 6   | 10  | Ret | Ret | Ret | 61     |
| 3    | Jordan-Mugen-Honda | 8   | 2   | 3   | Ret | 4   | Ret | 11  | 1   | 4   | 4   | 3   | 4   | 3   | 1   | Ret | 6   | 4   | 61     |
| 4    | Stewart-Ford       | 16  | 5   | Ret | 3   | 9   | DSQ | Ret | 3   | 8   | Ret | Ret | 5   | 10  | 4   | 3   | 5   | 8   | 36     |
| 4    | Stewart-Ford       | 17  | DNS | Ret | 10  | Ret | Ret | 5   | Ret | 12  | 14  | 11  | 11  | Ret | Ret | 1   | 4   | 7   | 36     |
| 5    | Williams-Supertec  | 5   | Ret | Ret | 11  | 8   | Ret | Ret | Ret | 11  | Ret | Ret | Ret | 8   | 7   | Ret | 10  | Ret | 35     |
| 5    | Williams-Supertec  | 6   | 3   | 4   | Ret | Ret | 5   | 4   | 4   | 3   | Ret | 4   | 9   | 5   | 2   | 4   | Ret | 5   | 35     |
| 6    | Benetton-Playlife  | 9   | 4   | Ret | 5   | 5   | 9   | 2   | Ret | 7   | 12  | Ret | Ret | 11  | Ret | Ret | 11  | 14  | 16     |
| 6    | Benetton-Playlife  | 10  | Ret | 7   | Ret | 6   | 10  | Ret | Ret | 10  | 5   | 7   | 7   | 14  | Ret | Ret | 8   | 10  | 16     |
| 7    | Prost-Peugeot      | 18  | Ret | 6   | Ret | Ret | Ret | 9   | 8   | 13  | 10  | 6   | 10  | 13  | 11  | 9   | Ret | Ret | 9      |
| 7    | Prost-Peugeot      | 19  | Ret | Ret | Ret | 7   | 6   | Ret | 7   | 9   | 7   | Ret | 8   | 12  | Ret | 2   | Ret | Ret | 9      |
| 8    | Sauber-Petronas    | 11  | Ret | Ret | 6   | Ret | Ret | Ret | Ret | 14  | Ret | 8   | 16  | 9   | 9   | Ret | 7   | 6   | 5      |
| 8    | Sauber-Petronas    | 12  | Ret | Ret | Ret | Ret | Ret | 6   | Ret | 6   | 6   | Ret | Ret | Ret | Ret | Ret | Ret | 11  | 5      |
| 9    | Arrows             | 14  | 6   | Ret | Ret | Ret | 11  | Ret | 11  | Ret | Ret | Ret | 15  | Ret | Ret | Ret | Ret | 13  | 1      |
| 9    | Arrows             | 15  | 7   | 8   | Ret | Ret | 12  | Ret | DSQ | 16  | Ret | Ret | Ret | Ret | Ret | Ret | Ret | Ret | 1      |
| 10   | Minardi-Ford       | 20  | Ret | Ret | 8   | Ret | Ret | 10  | 10  | Ret | 13  | 10  | 14  | Ret | Ret | Ret | Ret | Ret | 1      |
| 10   | Minardi-Ford       | 21  | Ret | 9   | 9   | Ret | Ret | 8   | Ret | 15  | 11  | 9   | 17  | 16  | Ret | 6   | 9   | Ret | 1      |
| NC   | BAR-Supertec       | 22  | Ret | Ret | Ret | Ret | Ret | Ret | Ret | Ret | Ret | Ret | Ret | 15  | 8   | 10  | Ret | 9   | 0      |
| NC   | BAR-Supertec       | 23  | Ret | DNS | 7   | Ret | 8   | Ret | 9   | Ret | 15  | Ret | 13  | Ret | Ret | 8   | Ret | 12  | 0      |
| Pos. | Constructor        | N.º | AUS | BRA | SMR | MON | ESP | CAN | FRA | GBR | AUT | GER | HUN | BEL | ITA | EUR | MYS | JPN | Puntos |

### Estadísticas del Campeonato de Constructores
| Pos. | Constructor | Chasis | Motor       | Neu. | Victorias | Podios | Poles | Puntos |
| ---- | ----------- | ------ | ----------- | ---- | --------- | ------ | ----- | ------ |
| 1    | Ferrari     | F399   | Ferrari     | B    | 6         | 17     | 3     | 128    |
| 2    | McLaren     | MP4/14 | Mercedes    | B    | 7         | 16     | 11    | 124    |
| 3    | Jordan      | 199    | Mugen-Honda | B    | 2         | 6      | 1     | 61     |
| 4    | Stewart     | SF3    | Ford        | B    | 1         | 4      | 1     | 36     |
| 5    | Williams    | FW21   | Supertec    | B    |           | 3      |       | 35     |
| 6    | Benetton    | B199   | Playlife    | B    |           | 1      |       | 16     |
| 7    | Prost       | AP02   | Peugeot     | B    |           | 1      |       | 9      |
| 8    | Sauber      | C18    | Petronas    | B    |           |        |       | 5      |
| 9    | Arrows      | A20    | Arrows      | B    |           |        |       | 1      |
| 10   | Minardi     | M01    | Ford        | B    |           |        |       | 1      |
| NC   | BAR         | 001    | Supertec    | B    |           |        |       |        |